# Peter Zumthor
Peter Zumthor (* 26. dubna 1943 Basilej) je švýcarský architekt.
V šedesátých letech se vyučil nábytkářem, navštěvoval uměleckoprůmyslovou školu v Basileji a studoval Pratt Institute v New Yorku. V roce 1979 si otevřel vlastní architektonickou kancelář v Haldensteinu ve Švýcarsku. Byl externím profesorem na Southern California Institute of Architecture v Santa Monice a také v Mnichově. V roce 1994 se stal členem Akademie umění v Berlíně. Od roku 1996 je čestným členem Spolku německých architektů (BDA) a profesorem Academia di architettura ve městě Mendrisio ve Švýcarsku.

## Realizace (výběr)
Švýcarsko:
- Termální lázně ve Valsu
- Domov pro seniory v Churu
- Kaple sv. Benedikta v Sumvitgu

Německo:
- Polní kaple bratra Klause ve Wachendorfu

Rakousko:
- Umělecké muzeum v Bregenz

## Ocenění
- Cena Heinricha Tessenowa (1989)
- Pritzkerova cena (2009)